# Joseph Süß Oppenheimer
Joseph Süß Oppenheimer (Heidelberg, 1698 – Stuttgart, 1738) foi um banqueiro e investidor judeu ligado ao Carlos Alexandre de Württemberg, Duque de Württemberg em Stuttgart. Era sobrinho e filho adotivo do banqueiro Samuel Oppenheimer, e diplomata e Shtadlan do Imperador Leopoldo I da Áustria.
Durante sua carreira Oppenheimer conquistou inimigos poderosos, alguns dos quais conspiraram para provocar sua prisão e execução depois da morte de Carlos Alexandre. Séculos após a execução, a ascensão e queda de Oppenheimer foi tema de duas célebres obras literárias, e seu suplício inspirou dois filmes, incluindo uma produção antissemita lançada pelos nazistas em 1940.